# North Charford
North Charford är en ort i civil parishes Hale och Breamore, i distriktet New Forest, i grevskapet Hampshire, i England. North Charford var en civil parish fram till 1932 när blev den en del av Breamore och Hale. Civil parish hade 198 invånare år 1931. Byn nämndes i Domedagsboken (Domesday Book) år 1086, och kallades då Cerdeford/Cerdifort.